# 巻雲 (敷波型駆逐艦)
|                                    | |
| 艦歴                               | |
| 建造所                             | クリクトン造船所（ロシア帝国） |
| 起工                               | 1892年 |
| 進水                               | 1893年7月 |
| 就役                               | 1894年 |
| その後                             | 1905年1月1日捕獲 1905年10月23日浮揚 1905年10月31日「巻雲」と命名 1905年12月12日駆逐艦編入 1907年整備完了 1912年8月28日三等駆逐艦 1914年8月23日雑役船編入、掃海船指定、巻雲丸と改名 |
| 除籍                               | 1913年4月1日 |
| 廃船                               | 1915年6月28日 |
| 売却                               | 1915年10月27日 |
| 性能諸元（日本艦籍編入後「敷波」） | |
| 排水量                             | 常備：400トン |
| 全長                               | 58.0m |
| 全幅                               | 7.4m |
| 吃水                               | 平均：3.4m |
| 機関                               | 主機：直立式三連成レシプロ蒸気機械2基、2軸 主缶：宮原式水管缶（石炭専焼）2基（新造時ベルヴィール式水管缶） 馬力：3,000shp                                                          |
| 最大速力                           | 22ノット |
| 燃料                               | 石炭：90トン |
| 航続距離                           | |
| 乗員                               | 64名 |
| 兵装                               | 47mm単装砲6基 37mm単装砲3基 45cm魚雷発射管単装2門 |

巻雲（まきぐも）は、大日本帝国海軍の駆逐艦で、敷波型駆逐艦の2番艦である。元ロシア水雷巡洋艦カザルスキー級 (Казарский) の「フサードニク」(Всадник)。同名艦に夕雲型駆逐艦の「巻雲」があるため、こちらは「巻雲 (初代)」や「巻雲I」などと表記される。

## 艦歴
日露戦争に参加。1905年（明治38年）1月1日、旅順で沈没状態で捕獲され、同年10月23日に引き上げ、整備。同年10月31日に「巻雲」と命名。1907年（明治40年）に整備完了。
1913年（大正2年）4月1日に除籍され、1914年（大正3年）8月23日に雑役船「巻雲丸」となる。同年、青島の戦いに参加。
1915年（大正4年）6月28日に廃船となり、同年10月2７日に売却された。

## 艦長
※艦長等は『官報』に基づく。
駆逐艦長
- 野田為良 大尉：不詳 - 1910年12月1日
- 中牟田武正 少佐：1910年12月1日 - 1911年5月23日
- 砥川三郎 大尉：1911年5月23日 - 1912年12月1日
- 小沢潔 大尉：1912年12月1日 –